# Taekwondo als Jocs Mediterranis de 2018
La competició de taekwondo dels Jocs del Mediterrani de 2018 de Tarragona es va celebrar entre el 28 i el 30 de juny al pavelló esportiu de Salou. La primera aparició d'aquest esport en els Jocs del Mediterrani va ser a Mersin 2013 a Turquia.
La competició es va centrar en la competició masculina i femenina repartint la competició en diverses categories segons el pes dels participants.

## Medaller per categoria
| Categoria      | Or              | Plata                   | Bronze                               |
| Homes          |                 |                         |                                      |
| Menys de 58 kg | Jesús Tortosa   | Rui Bragança            | Hedi Neffati · Milos Gladovic        |
| Menys de 68 kg | Javier Pérez    | Konstantinos Chamalidis | Hakan Reçber · Davide Spinosa        |
| Menys de 80 kg | Raul Martínez   | Seif Eissa              | Yunus Sarı · Júlio Ferreria          |
| Més de 80 kg   | Daniel Ros      | Dejan Georgievski       | Emre Atesli · Yoann Miangue          |
| Dones          |                 |                         |                                      |
| Menys de 49 kg | Rukiye Yıldırım | Kristina Tomic          | Vanja Stankovic · Oumaima El Bouchti |
| Menys de 57 kg | İrem Yaman      | Radwa Elsayed Nada      | Marta Calvo · Nikita Glasnovic       |
| Menys de 67 kg | Matea Jelic     | Althea Laurin           | Hedaya Wahba · Dunja Lemajic         |
| Més de 67 kg   | Ana Bajic       | Mari Paule Ble          | Nafia Kuş · Wiam Dislam              |

## Medaller per país
| Posició | País               | Or | Plata | Bronze | Total |
| 1       | Espanya            | 4  | -     | 1      | 5     |
| 2       | Turquia            | 2  | -     | 4      | 6     |
| 3       | Croàcia            | 1  | 1     | 1      | 3     |
| 4       | Sèrbia             | 1  | -     | 2      | 3     |
| 5       | Egipte             | -  | 2     | 1      | 3     |
| 5       | França             | -  | 2     | 1      | 3     |
| 7       | Portugal           | -  | 1     | 1      | 2     |
| 8       | Grècia             | -  | 1     | -      | 1     |
| 8       | Macedònia del Nord | -  | 1     | -      | 1     |
| 10      | Marroc             | -  | -     | 2      | 2     |
| 11      | Itàlia             | -  | -     | 1      | 1     |
| 11      | Eslovènia          | -  | -     | 1      | 1     |
| 11      | Tunísia            | -  | -     | 1      | 1     |
| Total   | Total              | 8  | 8     | 16     | 32    |